# Dicranomyia (Dicranomyia) subconfusa
Dicranomyia (Dicranomyia) subconfusa is een tweevleugelige uit de familie steltmuggen (Limoniidae). De soort komt voor in het Afrotropisch gebied.